# Paul Frantzioch
Paul Frantzioch (ur. ok. 1861, zm. 9 sierpnia 1933 w Katowicach) – niemiecki architekt, mistrz budowlany.

## Życiorys
Był budowniczym wielu kamienic na terenie miasta Katowice. Na przełomie XIX i XX wieku wzniósł budynek przy późniejszej ulicy J. Kochanowskiego 2 w Katowicach, gdzie początkowo działał hotel „Deutsches Haus”. Prowadziła go jego siostra Aloisa. Na zakupionym terenie u zbiegu późniejszych ulic 3 Maja i J. Słowackiego, w miejscu Starej Synagogi postawił eklektyczną kamienicę, której był pierwszym właścicielem. Mieszkał w niej do 1908 roku, po czym przeniósł się do willi wzniesionej przy obecnej ulicy Powstańców 23. Była ona własnością jego rodziny do 1922 roku, a od 1923 roku była ona domem Wojciecha Korfantego. 
29 października 1912 roku we Wrocławiu poślubił Margarete z d. Stach.
Pełnił funkcję członka zarządu, przewodniczącego komisji egzaminu czeladniczego, a wcześniej także przewodniczącego kasy chorych Wolnego Cechu Murarzy i Cieśli w Katowicach.
Zmarł 9 sierpnia 1933 roku w Katowicach w wieku 71-72 lat.

## Wybrane projekty
- Gmach kina „Capitol” przy ulicy Plebiscytowej 3 w Katowicach (przypuszczalne autorstwo; bądź Carl Moritz), z około 1910 roku[9],
- Kamienica przy ulicy J. Kochanowskiego 2 w Katowicach, wzniesiona pomiędzy 1896 a 1906 rokiem w stylu eklektyzmu z elementami neogotyku i secesji; Paul Frantzioch był właścicielem gmachu do 1914 roku[2],
- Kamienica przy ulicy 3 Maja 40 w Katowicach, z lat 1904–1905 w stylu eklektyzmu[10],
- Kamienica przy ulicy Mariackiej 1 w Katowicach, z 1895 roku[11],
- Kamienica przy ulicy J. Słowackiego 24 w Katowicach, z około 1904 roku w stylu eklektyzmu z elementami secesji i neogotyku[12],
- Willa przy ulicy Powstańców 23 w Katowicach, z ok. 1908 roku w stylu cottage, zrealizowana jako dom własny Paula Frantziocha[5].

## Galeria

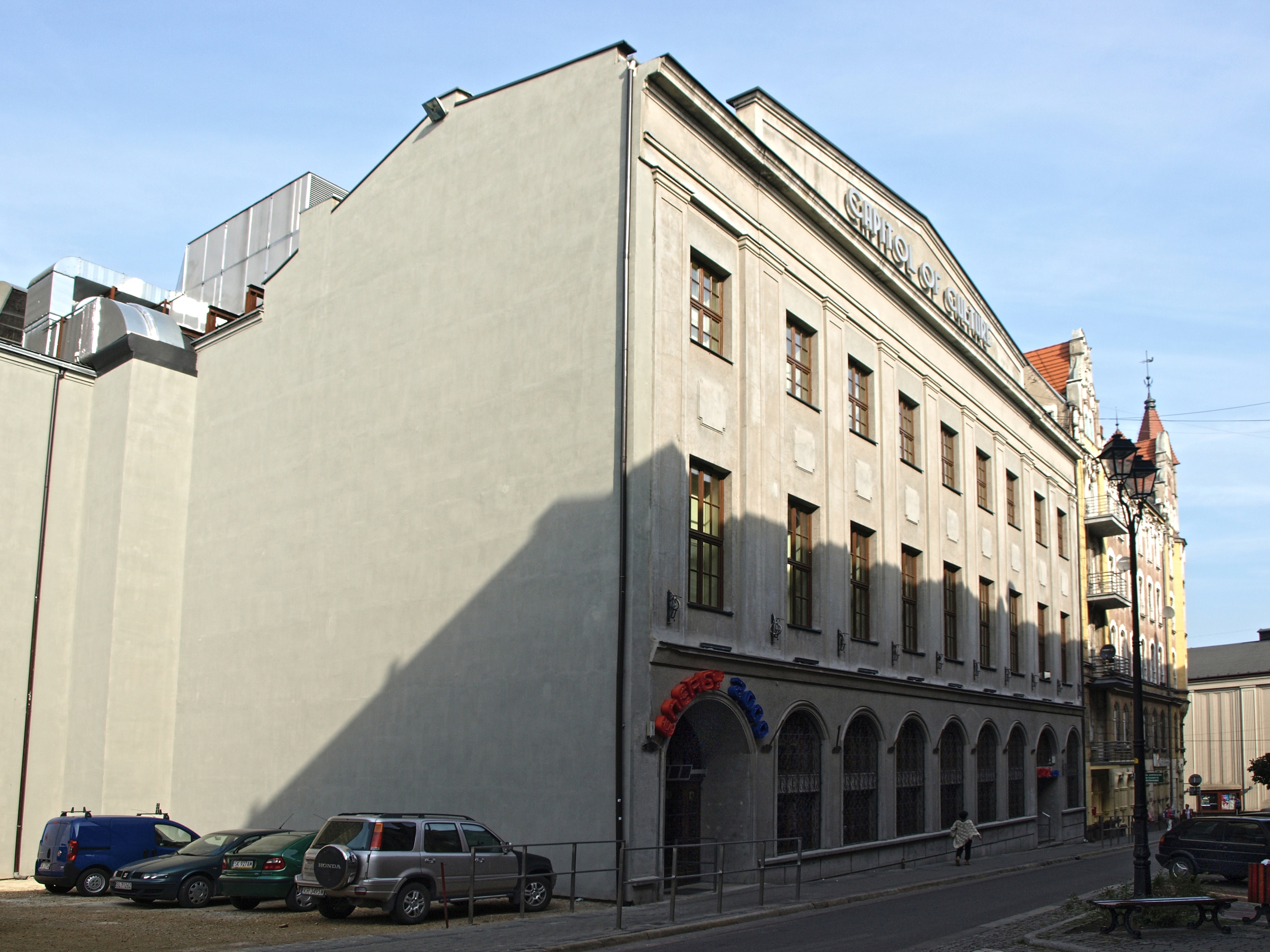
Gmach d. kina „Capitol” przy ulicy Plebiscytowej 3 w Katowicach (2012)
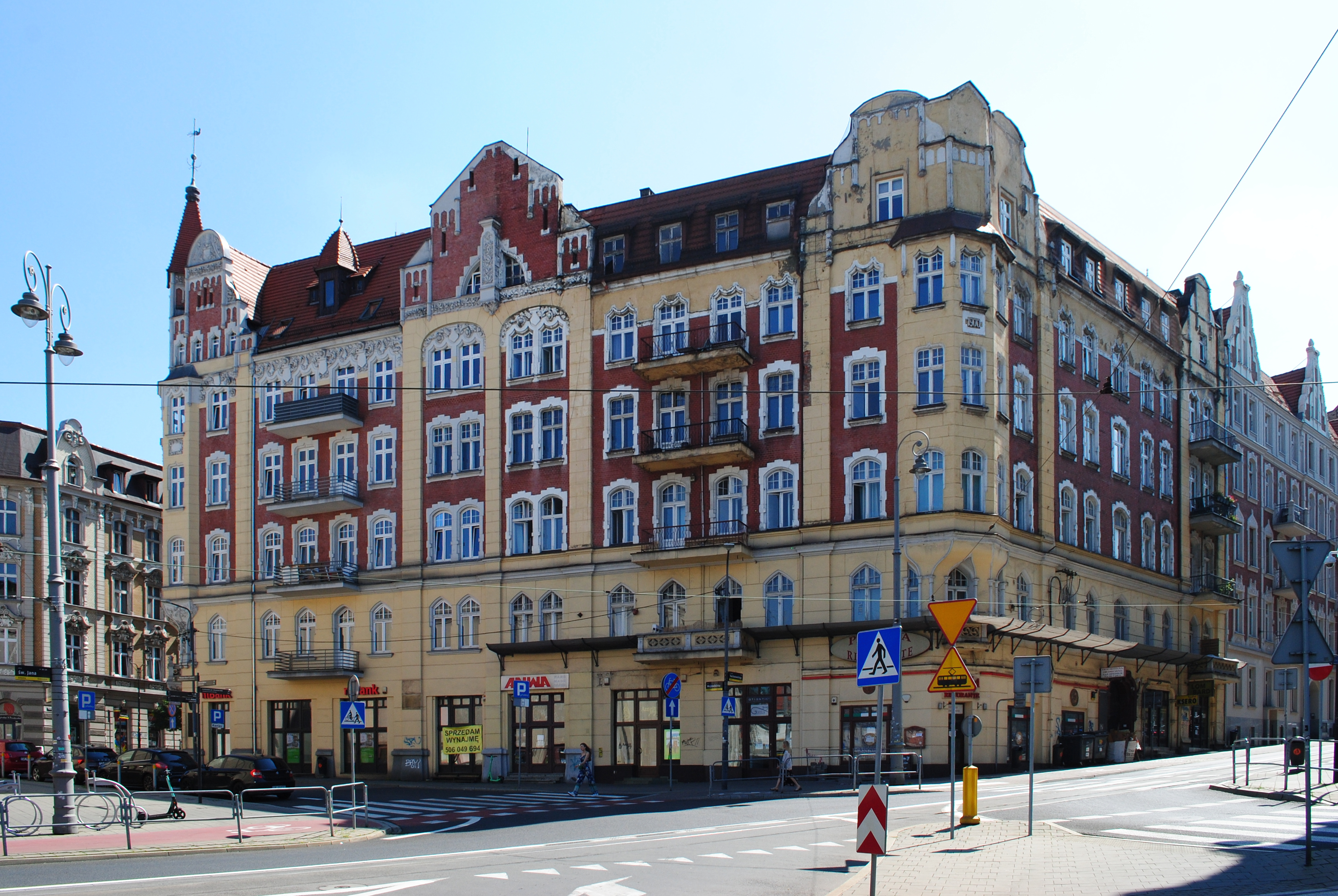
Kamienica przy ulicy J. Kochanowskiego 2 w Katowicach (2022)
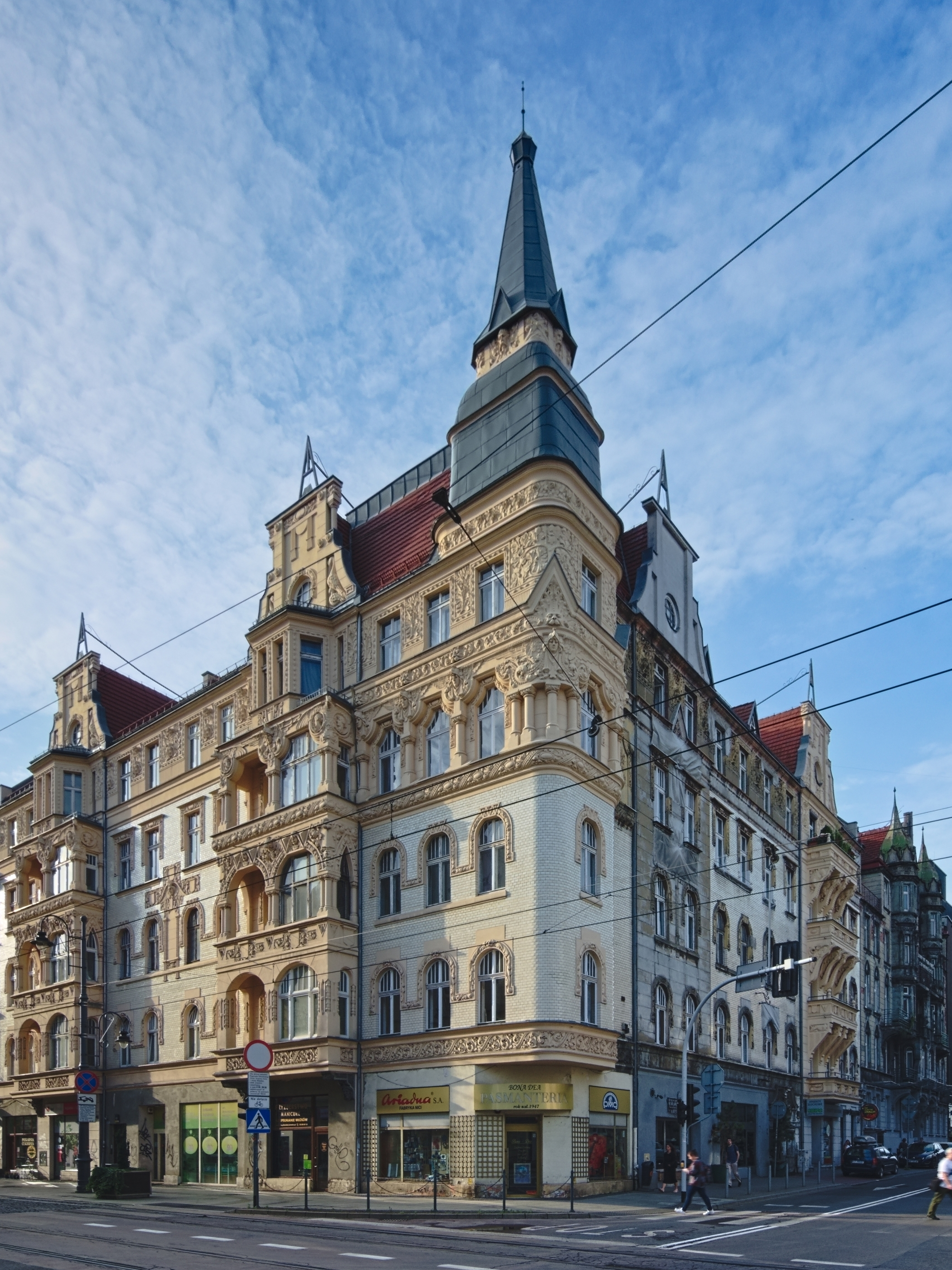
Kamienica przy ulicy 3 Maja 40 w Katowicach (2024)
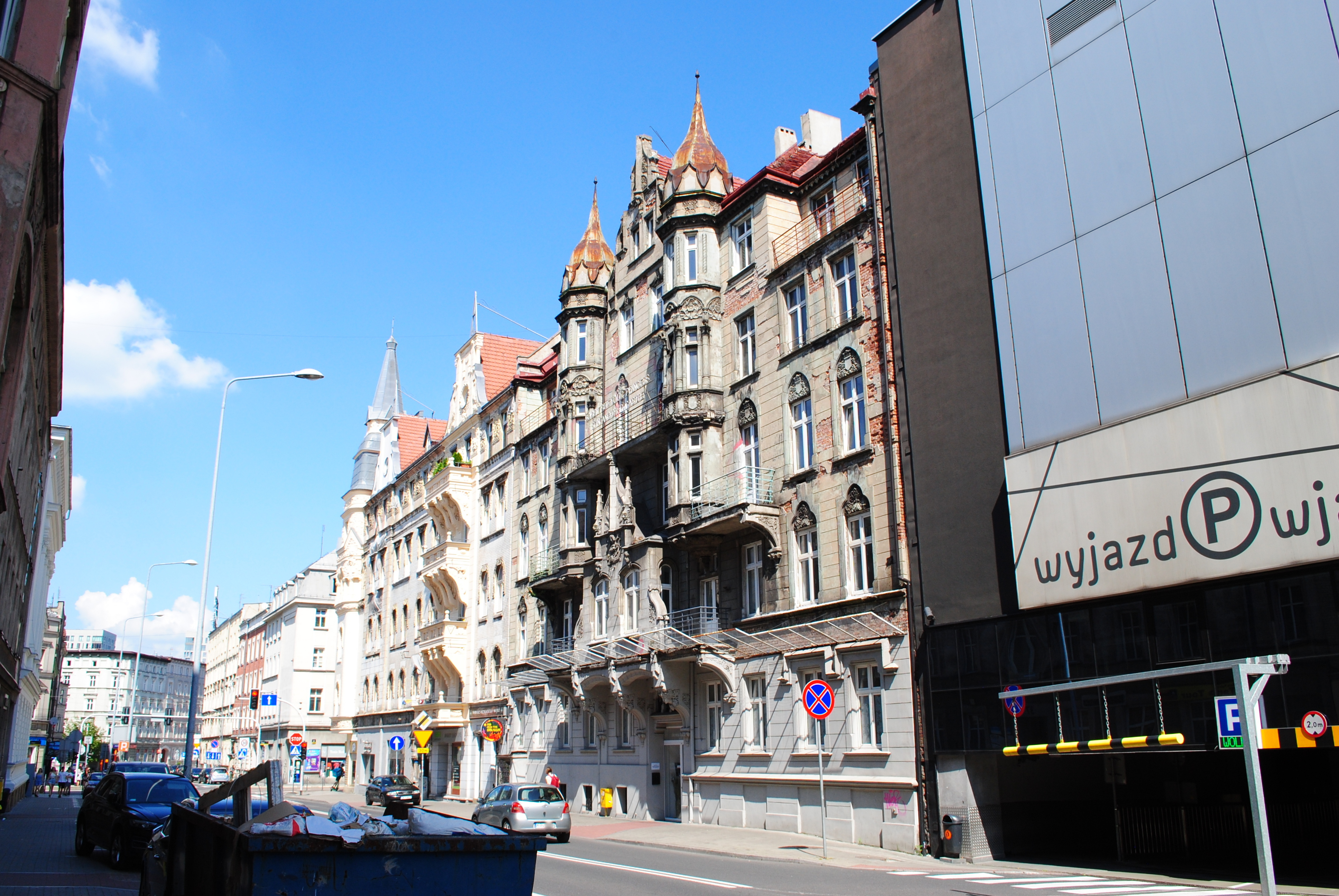
Kamienica przy ulicy J. Słowackiego 24 w Katowicach (2022)
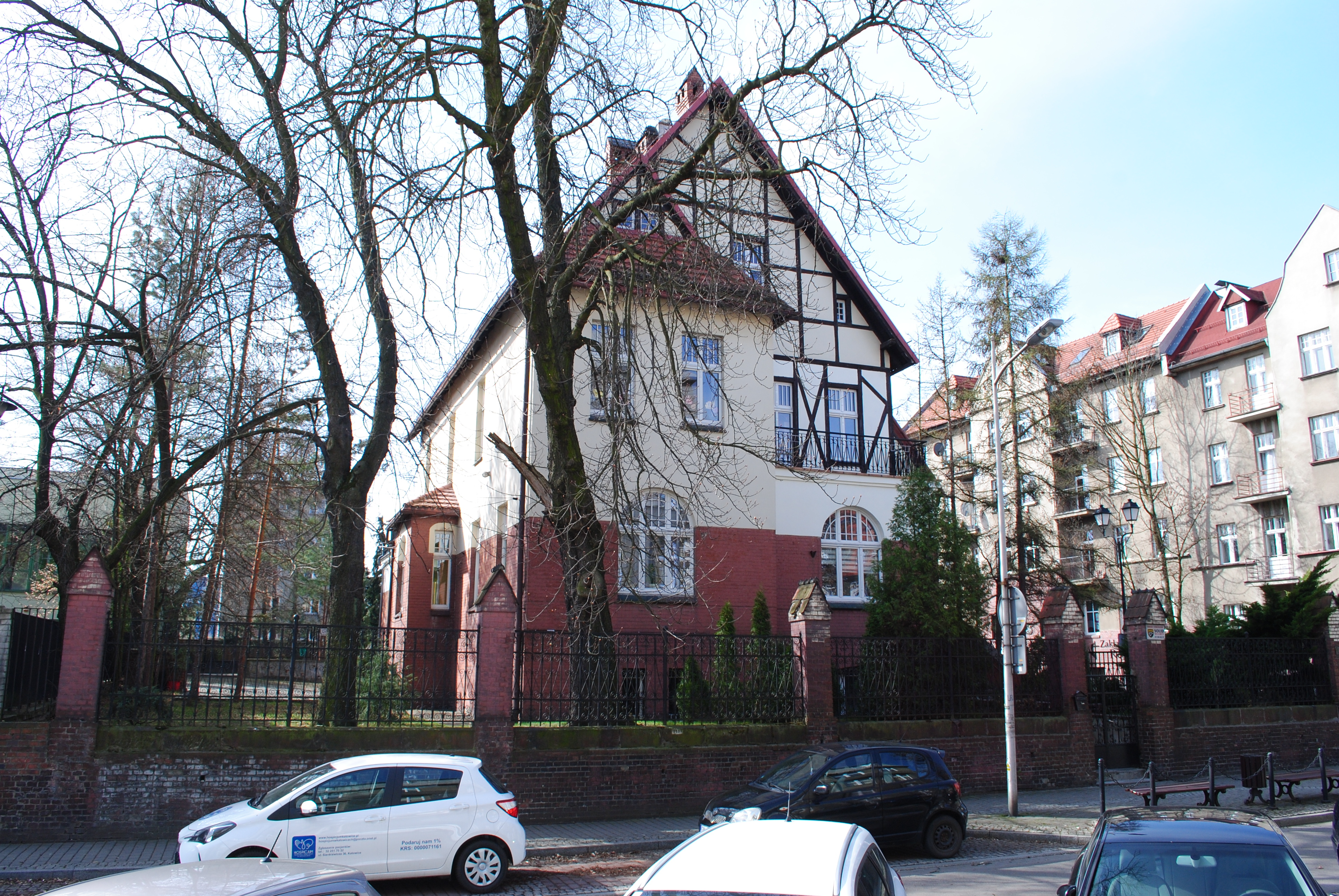
Willa Paula Frantziocha przy ulicy Powstańców 23 w Katowicach (2021)